# Ernest de Steenhault de Waerbeek
Ernest Augustin Alexandre de Steenhault de Waerbeek, né le 5 octobre 1815 à Malines et mort le 13 février 1886 à Bruxelles, est un homme politique belge.

## Biographie
Il a été membre de la Chambre des représentants de Belgique de 1850 à 1857.